# Калинин, Александр Андреевич
Алекса́ндр Андре́евич Кали́нин (14 августа 1910, Ветлужский уезд, Костромская губерния — 21 февраля 1962, Киев) — участник советско-финской войны 1939—1940 годов, Великой Отечественной войны, Герой Советского Союза.

## Биография
Родился в деревне Калиновская Какшинской волости Ветлужского уезда в семье крестьянина, получил начальное образование. Работал председателем колхоза «Магистраль».
С февраля по июль 1940 года служил в Красной Армии, участник советско-финской войны.
С июня 1941 года мобилизован в Красную Армию, с июля 1941 года — в действующей армии. Заместитель политрука 201-й отдельной разведывательной роты 311-я стрелковая дивизия (54-я армии, Ленинградский фронт).
А. А. Калинин не раз ходил в тыл противника, добывал и доставлял ценные разведывательные сведения. В тылу врага провёл 107 дней. К декабрю 1941 года уничтожил из снайперской винтовки 155 солдат и офицеров противника.
6 февраля 1942 года за мужество и воинскую доблесть, проявленные в боях с врагами, ему было присвоено звание Герой Советского Союза.
С 1948 года в звании старшего лейтенанта уволен в запас. Жил и работал в Киеве.

## Награды
- Медаль «Золотая Звезда»;
- орден Ленина;
- медали.

## Память
- Имя Героя увековечено на мемориальной доске в честь Героев Советского Союза — уроженцев Кировской области в парке Дворца пионеров города Кирова.

- Имя Героя высечено золотыми буквами в зале Славы Центрального музея Великой Отечественной войны в Парке Победы города Москвы.

- На могиле героя установлен надгробный памятник.

## Комментарии
1. ↑  Деревня Калиновская (Ново-Калиновский	Шабалинский район, Калиновское)[1], относившаяся к Какшинской волости Ветлужского уезда, с 1929 года входила в состав Петровского, с 1978 — Указинского сельсовета Шабалинского района Кировской области; упразднена 22.11.1994[2].